# Z pekla štěstí 2
Z pekla štěstí 2 je česká filmová pohádka, volné pokračování pohádky Z pekla štěstí. Přináší morální ponaučení o tom, jak zlo neujde spravedlivému trestu a skončí v pekle – za pomoci dračice a dráčka Bucíka. Oproti prvému filmu zde vystupuje Karel Gott v dvojroli Pánaboha a Lucifera a Helena Růžičková coby čarodějka. Novinářům snímek představili 29. ledna 2001.

## Děj
Lidé se za vlády Markýtky a Honzy mají dobře, mnohem lépe než za krále Lamprechtuse Úžasného a jeho dcery Eufrozíny, kteří lid týrali a utiskovali. Honzovi a Markýtce se narodí syn Honzíček ml. a přijede i sedlák. Zato Brambas začne řádit a vojensky napadne sousední zemi krále Jiříka, jemuž se vydají na pomoc Honza se svými kamarády Kujbabou, Hnipírkem a Valihrachem. Na zámek se dostane Dora předstírající, že se napravila. V pekle se Eufrozína vloudí do Luciferovy přízně. Markýtka svojí nevlastní sestře dovolí, aby zůstala na zámku; v tu chvíli nikdo netuší, proč doopravdy přišla a co zamýšlí. Na její duši si začne brousit zuby samotné peklo. Princezně Eufrozíně se v pekle nelíbí a rozhodne se i s tatíčkem prchnout a spolčit se s Brambasem, aby mohli Honzu sesadit a vrátit se na hrad. Jak si usmyslila, tak také učinila: Ukradla boty, vzala tatíčka krále a uletěli pryč, až nakonec skončili v bažině. Když se to dozvěděl Lucifer, strašně řádil a vyslal starého a mladého čerta do světa. Oba čerti našli malého Honzíka, kterého se Dora zbavila a vzali ho s sebou do pekla. Nejinak si počínala i Dora, která chtěla získat Honzu jen pro sebe; předstírajíc lítost a dobrotu, zbavila se Markýtky i malého Honzíčka. Když se Honza vrátil na zámek, Dora mu řekla, co se stalo a zavedla ho do Černých skal na ono místo, kde Markýtka uklouzla. V noci se Dora vypravila za čarodějnicí pro nápoj zapomnění, který Honzovi podala a ten – zapomněl. Markýtka se ve skalách spřátelila s dráčkem Bucíkem i dračicí, kteří jí pomohli potrestat původce napáchaného zla. Ti po zásluze skončili v pekle a vše tak dobře dopadlo. Na konci filmu šel Lucifer, starý čert a mladý čert malému Honzíčkovi za kmotry.

## Místo natáčení
Pohádka se natáčela:
- Zámek Telč a okolí, hrad Roštejn, okres Jihlava, Kraj Vysočina[2]
- Adršpašsko-teplické skály, okres Náchod, Královéhradecký kraj
- zřícenina hradu Gutštejn, kostel sv. Jana Křtitele, Kočov, okres Tachov, Plzeňský kraj. Kostel měl představovat peklo, a z toho důvodu byl začerněn a pomalován postavami čertů. Došlo tak k „poničení omítek svévolným a naprosto nevhodným přemalováním interiéru“. Krátce po natáčení se zřítila podstatná část klenby.[3]
- Jeskyně Skalice u České Lípy, Průrva řeky Ploučnice, skalní hrad Sloup v Čechách, okres Česká Lípa, Liberecký kraj[4]
- Skanzen Přerov nad Labem, okres Nymburk, Středočeský kraj

## Obsazení
| Michaela Kuklová    | Markýtka                |
| Miroslav Šimůnek    | Honza                   |
| Vladimír Brabec     | král Lamprechtus Úžasný |
| Sabina Laurinová    | princezna Eufrozína     |
| Dana Morávková      | Dora                    |
| Helena Růžičková    | čarodějnice             |
| Karel Gott          | Lucifer/Pánbůh          |
| Radoslav Brzobohatý | otec Markýtky           |
| Milena Dvorská      | Honzova matka           |
| Miriam Kantorková   | kmotřička Mariánka      |
| Václav Vydra        | starý čert              |
| Rudolf Kubík        | mladý čert              |
| Lukáš Vaculík       | Kujbaba                 |
| Daniel Hůlka        | král loupežníků Brambas |
| Vítězslav Jandák    | hospodský               |

## Tvůrci
- režie: Zdeněk Troška
- kamera: Jaroslav Brabec
- scénář: Zdeněk Troška, Evžen Gogela
- hudba: Petr Malásek
- zpěv: Karel Gott
- producent: Jiří Pomeje